# Курдонёр

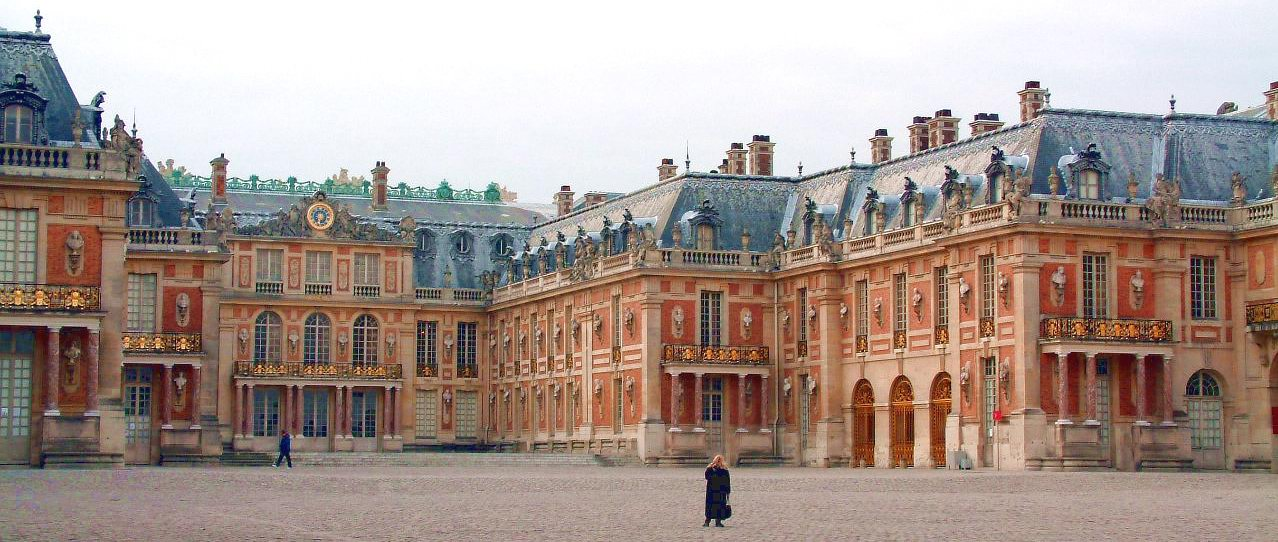
Архитектор Луи Лево раскрыл cour d’honneur — внутренний Мраморный двор Большого Версальского дворца, чтобы создать просторный парадный подъезд к дворцу, — композиционный приём, позднее повторявшийся в архитектуре многих стран Европы

Курдонёр (фр. cour d'honneur, нем. Ehrenhof — двор чести, почётный двор) — парадный двор перед зданием дворца, особняка, усадебного дома, ограниченный главным корпусом и симметричными боковыми флигелями. По красной линии обычно отделяется от наружного пространства оградой с воротами.
Курдонёр — французское изобретение, обычай устройства внутренних почётных дворов — наследует рыцарские традиции: правом въезжать во двор рыцарского замка верхом или в карете пользовались лишь немногие, особо приближённые лица. Классический образец курдонёра был создан в эпоху правления французского короля Людовика XIII в Версале, это так называемый Мраморный двор, оформленный в 1624—1631 годах по проекту архитектора Жака Лемерсье. И только позднее подобные дворы получили распространение в дворцовой архитектуре других стран.

## Курдонёры в истории западноевропейской архитектуры

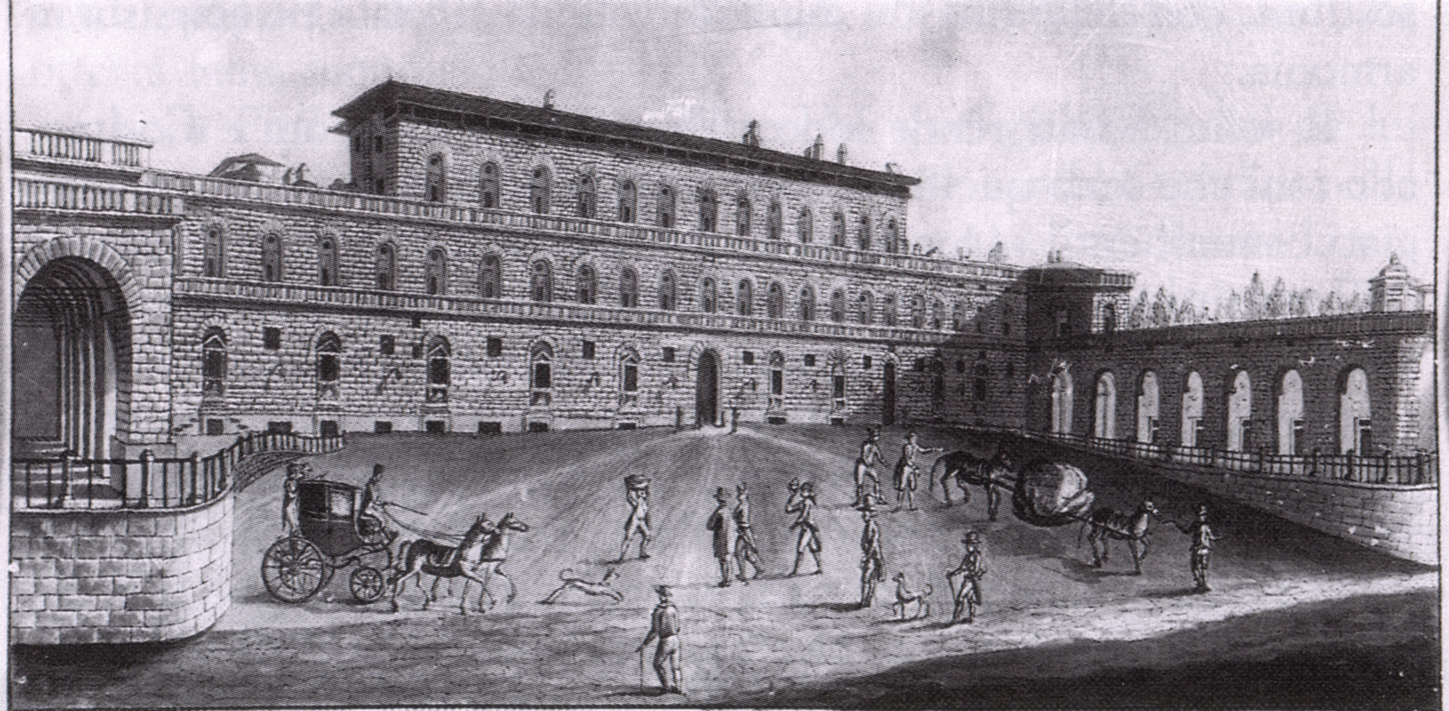
Подъездной двор Палаццо Питти в XIX в.

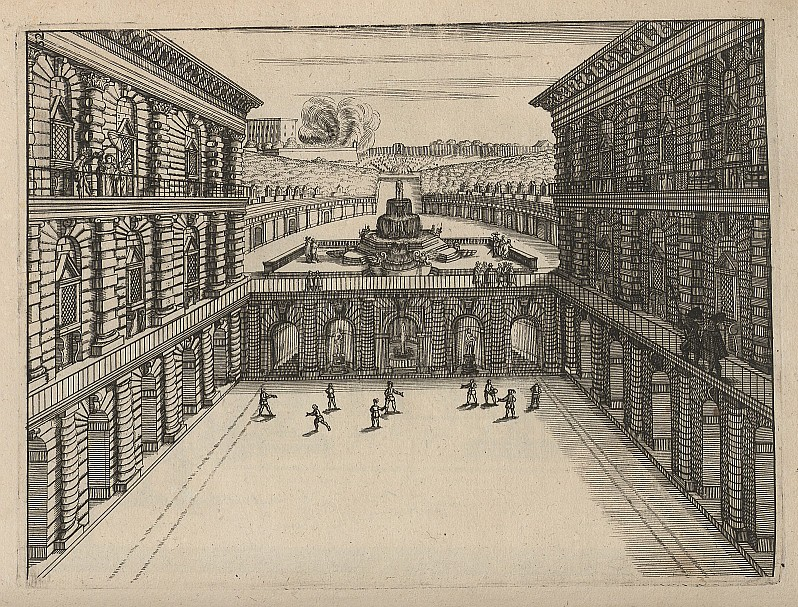
Внутренний двор (кортиле) Палаццо Питти во Флоренции.
Гравюра, 1664.

В XV столетии независимо от Франции внутренние дворы получили распространение в архитектуре итальянских палаццо, прежде всего во Флоренции и Венеции, позднее в Риме и Генуе. Итальянские дворы называли «кортиле» (итал. cortile — дворик), они восходят к традиции планировки древнеримских домов и помпейских вилл с атриумом типа перистиля с фонтаном и водоёмом, скульптурой и фруктовыми деревьями. Среди характерных ренессансных образцов — кортиле Палаццо Веккьо, Палаццо Медичи-Риккарди, Палаццо Строцци во Флоренции, Палаццо Канчеллериа в Риме.
В XVII—XVIII веках парадные дворы получили распространение в западноевропейской архитектуре маньеризма и барокко. Пример кортиле периода итальянского маньеризма — двор Палаццо Питти во Флоренции (1558—1560), созданный архитектором Бартоломео Амманнати. Двор Палаццо Питти полностью изолирован от улицы и открывается только во внутренние сады Боболи через «навесную» галерею. Двор Палаццо Фарнезе в Риме (1546, Антонио да Сангалло) также по древнеримской традиции скрыт внутри здания. Но через парадный вход, расположенный в центре главного фасада, открывается вид на внутренний дворик, а оттуда — через аркаду лоджии — на реку Тибр.
В архитектуре итальянского ренессанс-маньеризма дворы оставались преимущественно закрытыми, но в архитектуре барокко, согласно принципам формообразования этого стиля, их делали открытыми внешнему пространству площади или улицы. Таков двор Палаццо Барберини Риме (1627—1633; архитекторы К. Мадерно, Дж. Л. Бернини, Ф. Борромини). Дворец спланирован, согласно пристрастиям к французскому искусству первого владельца Маффео Барберини, по «французской схеме»: симметричный центральный корпус охвачен боковыми флигелями, образующими курдонёр, раскрытый к улице (ограда с воротами построена позднее, в 1848—1865 годах).
Во Франции курдонёры приобрели классический вид в XVIII веке в архитектуре частных городских особняков: отелей в отличие от обычных жилых домов (maisons). Таков курдонёр Отеля Субиз в Париже (1705—1709; архитектор П.-А. Деламер): карета через ворота могла въезжать в обширный двор, охваченный палладианской колоннадой, прямо к парадному подъезду.
Дворец Пале-Рояль в Париже имеет четыре взаимосвязанных двора, разделённых колоннадами (ранее его курдонёр был отделен от улицы оградой из кованого железа). Третий двор окаймлён колоннадой наподобие античного перистиля, четвёртый представляет собой обширный сад. Разрушенный во время революции дворец Тюильри также имел сад-курдонёр. Парадные дворы типа французского курдонёра имеют многие дворцы разных стран: палаццо Ступиниджи (Турин, Италия), дворец Хет Лоо (Голландия), дворец Шёнбрунн (Вена, Австрия), дворец архиепископа в Вюрцбурге (Германия), дворец принца Евгения Савойского Шлосс Хоф (Австрия), дворец Бленхейм (Англия).

## Усадебные дворы в архитектуре русского классицизма
В архитектуре периода екатерининского классицизма второй половины XVIII века архитекторы-палладианцы: Джакомо Кваренги, Н. А. Львов и другие использовали палладианские композиционные схемы, в том числе переработанные на французский лад. Так, например, в связи с темой курдонёра часто упоминают выдающееся произведение Дж. Кваренги: Александровский дворец в Царском Селе близ Санкт-Петербурга (1792—1796). Северный фасад дворца, охваченный выступающими боковыми корпусами, действительно образует нечто вроде курдонёра. Однако главное в этой оригинальной композиции, как и в парижском дворце Пале-Рояль, — великолепный закрытый двор, расположенный за двойной «прозрачной» колоннадой коринфского ордера наподобие античного перистиля.
В Москве первой трети XIX века получила распространение усадебная планировка, также частично заимствованная из Франции: «между двором и садом» (entre cour et jardin). Дом, охваченный боковыми (служебными) флигелями, располагается в глубине двора, который отделён от улицы оградой с парадными воротами. Комплекс вспомогательных построек находится в глубине, за домом, «в огороде» (в значении: «в огороженном месте»):
«Перед домом обширный двор с двумя воротами, из которых одни всегда заперты; на воротах неизбежные алебастровые львы. Позади дома сад на трёх десятинах, с порядочным прудом и красивой беседкой»    
(Загоскин М. Н. Москва и москвичи).
Московская усадебная планировка отлична от «петербургской схемы» домов «в линию» (вплотную вдоль красной линии улицы), но отчасти близка палладианской схеме. А. Палладио также строил загородные виллы, центральный корпус которых охватывают служебные галереи и боковые корпуса.

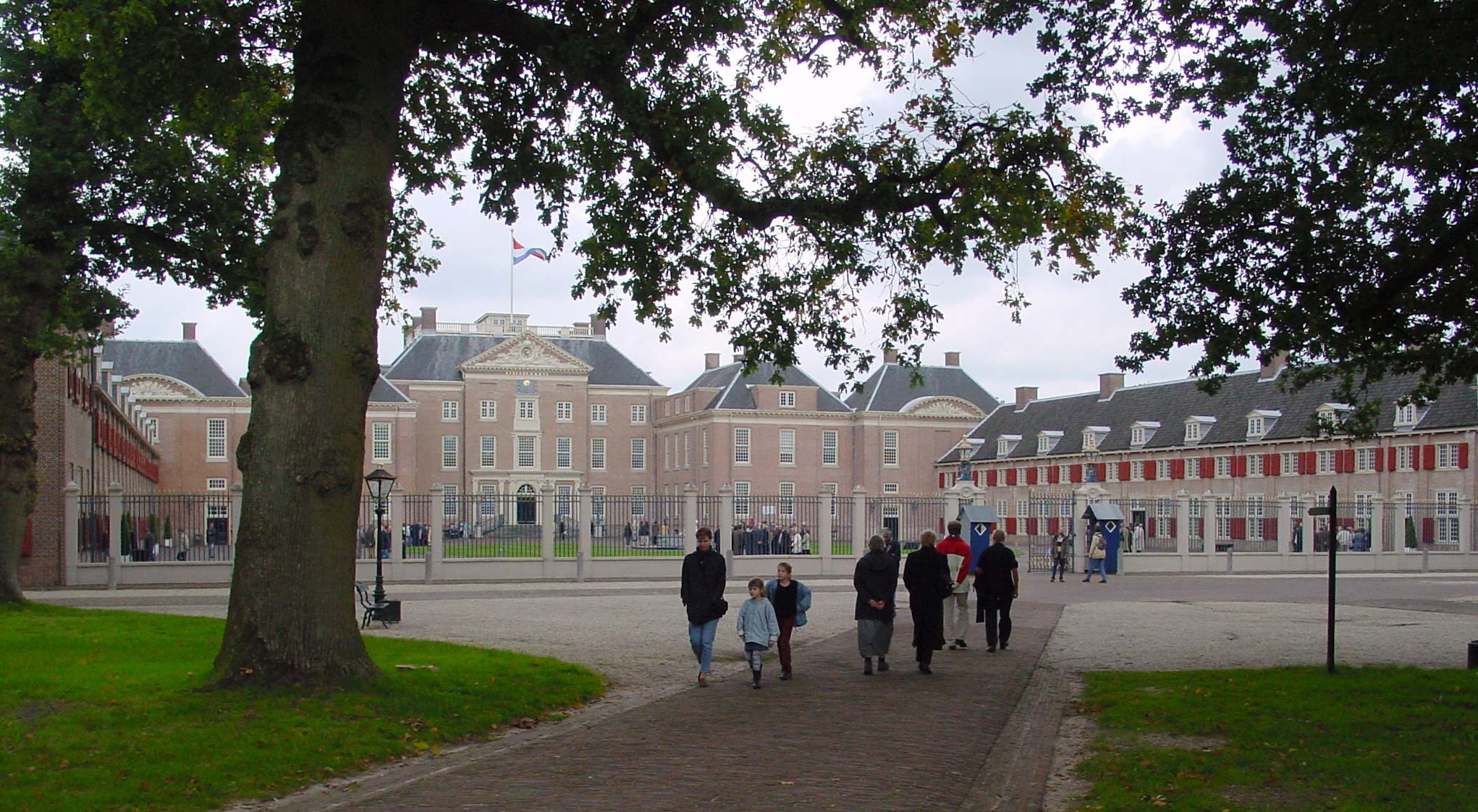
Курдонёр дворца Хет Лоо, Голландия
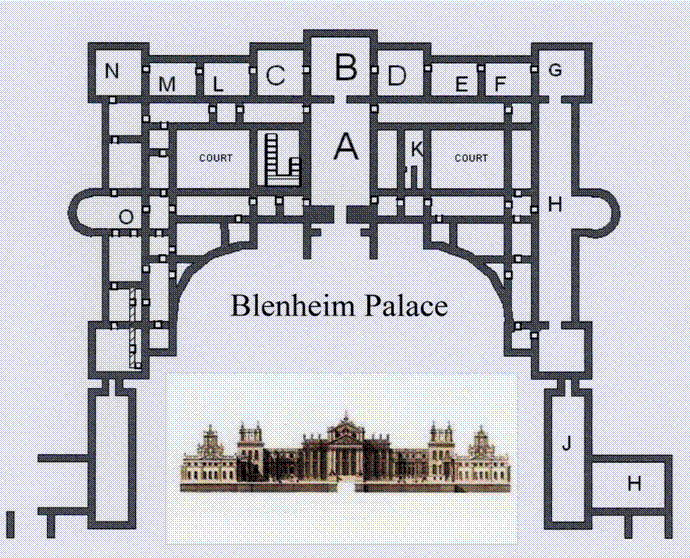
Бленхеймский дворец, Англия. План
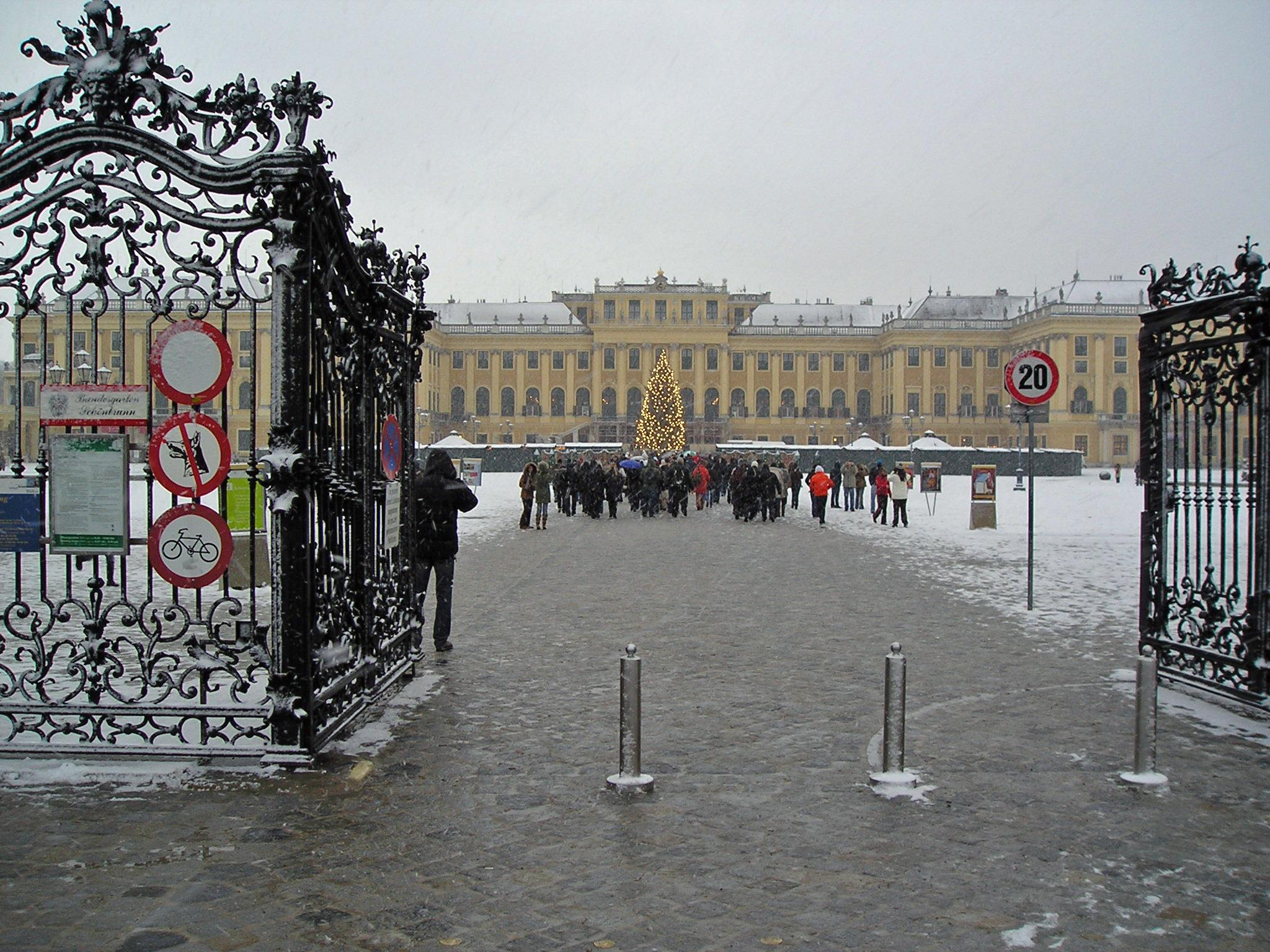
Курдонёр дворца Шёнбрунн, Вена
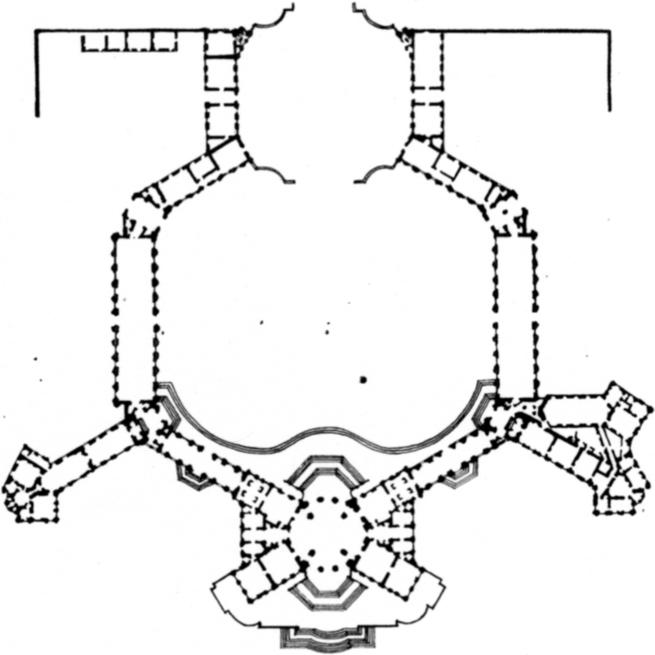
Палаццо Ступиниджи, Турин. План